# 바이락타르 (노래)
〈바이락타르〉(Bayraktar)는 러시아의 우크라이나 침공 중인 2022년 3월 1일 발표된 애국주의적 우크라이나 노래이다. 러시아 군대에 맞서 배치된 바이락타르 TB2 무인 전투기에 헌정된 이 노래는 우크라이나 군인 타라스 보로보크가 작곡했으며, 가사는 러시아 군대와 침략 자체를 모욕하는 내용이다. 보로보크는 우크라이나군의 침공이 시작된 날 포크송을 작곡해 달라는 요청을 받았다.

## 배경

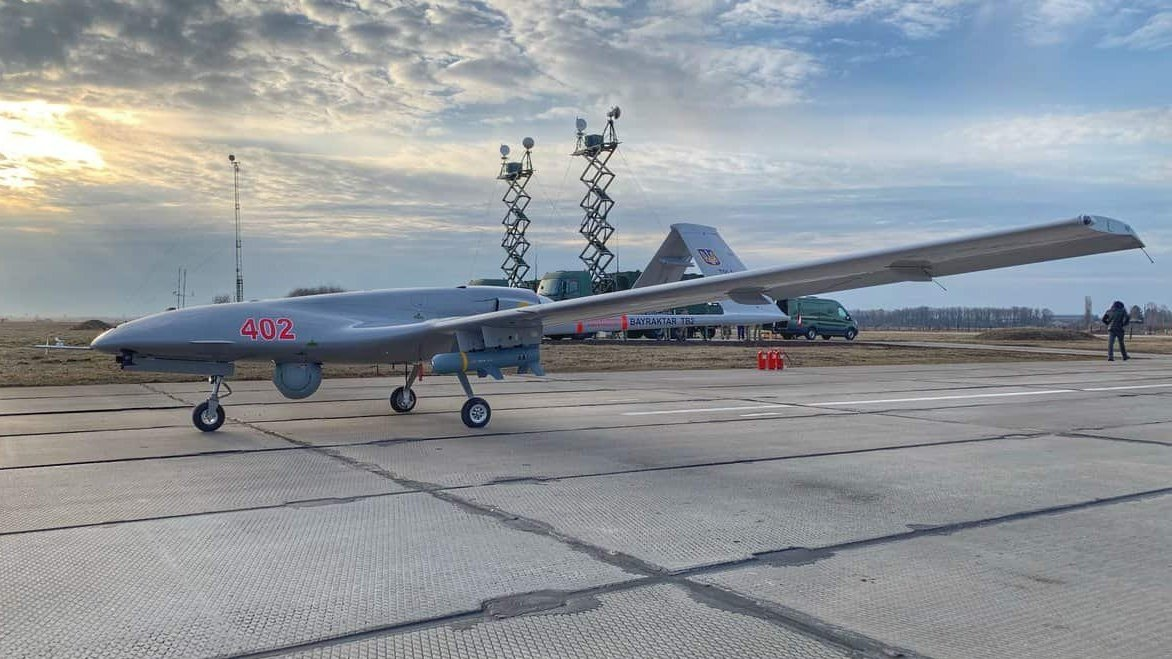
우크라이나 공군의 바이락타르 TB2

이 노래는 2022년 러시아의 우크라이나 침공 당시 우크라이나군이 사용한 터키의 바이락타르 TB2 전투 드론에 헌정되었다. 러시아군의 진격은 이 드론 탓에 지연된 것으로 보고된다.
이 노래는 우크라이나 군인 타라스 보로보크가 작곡하고 작곡했다. 4개의 음악 수업만 듣던 보로보크는 러시아 침공이 시작된 2022년 2월 24일 우크라이나 국군 으로부터 포크송을 작곡해 달라는 요청을 받았다.

## 노래
〈바이락타르〉는 2022년 3월 1일에 유튜브에 업로드되었다. 노래 가사는 드론이 러시아 군대를 징벌하고 그 군대 자체, 사용 장비, 우크라이나 침공 및 그들이 먹는 수프를 모욕하는 내용이다.
여러 뮤직비디오에서 이 노래는 우크라이나 영토에 있는 러시아 장비 행렬을 공격하는 바이락타르 영상과 같이 재생된다. 이 노래는 영어와 아랍어로 번역되어 우크라이나 지상군 공식 페이스북 페이지에서 공유되었다. 〈바이락타르〉는 애국주의적 가곡으로 분류되었다.

## 비평 및 유산
《디 애틀랜틱》의 스펜서 콘하버는 "단순한 비트"를 강조하면서 "매우 중독성 있는" 노래라고 했다. 제94회 아카데미 시상식 당일 우크라이나 지상군은 이 노래와 뮤직비디오가 "유머러스한" 오스카상 국제 장편 영화 부문에서 수상했다고 트위터를 통해 밝혔다.
《알헤멘 다흐블라트》에 따르면 이 노래는 바이카르의 CTO 셀추크 바이락타르가 우크라이나 대통령 볼로디미르 젤렌스키에 이어 우크라이나의 "두 번째로 큰 영웅"임을 보여준다. 〈바이락타르〉는 우크라이나 라디오 방송국에서 반복적으로 재생되며 우크라이나 침공에 대한 반전 시위대들도 부른다. 《스펙테이터》 가브리엘 가빈에 따르면, 이 노래는 삭제되기 전 유튜브에서 백만 회 이상의 조회수를 기록했다.
이 곡이 인기를 끌자 전쟁 노래를 재생하는 온라인 라디오 방송국과 키이우의 경찰견도 바이락타르 무인 항공기의 이름을 따서 명명되었다.

## 같이 보기
- 러시아 군함, 가서 엿이나 처먹어라
- 키이우의 유령